# ساکوا
ساکوا (کره‌ای: 사과؛ به معنای سیب یا عذرخواهی) یک فیلم درام عاشقانه محصول کره جنوبی است. این فیلم نخستین کارگردانی کانگ یی کوان است. ساکوا در جشنواره بین‌المللی فیلم تورنتو سال ۲۰۰۵ به نمایش درآمد و سپس در اواخر سال ۲۰۰۸ در کره جنوبی منتشر شد.

## بازیگران
- مون سو ری در نقش هیون جونگ
- کیم ته وو در نقش سانگ هون
- لی سون کیون در نقش مین سوک
- کانگ ره یون در نقش هه جونگ